# Илонго, Нгасания
Нгасания Саддам Илонго (фр. Ngasanya Saddam Ilongo; 8 августа 1984, Киншаса, Заир) — конголезский футболист, полузащитник.

## Карьера

### Клубная
Профессиональную карьеру начинал в клубе Мотема Пембе. В сезоне 2004/2005 выступал за израильский «Хапоэль» Тель-Авив, проведя в израильской Премьер-лиге 4 матча. В 2005 году выступал за «Мотема Пембе», по другим данным был в заявке в английском клубе «Уиган Атлетик». Зимой 2006 года перебрался в московский «Локомотив», став первым легионером из ДР Конго в российской Премьер-Лиге, однако сразу же был отдан в аренду в нальчикский «Спартак». Дебютировал за клуб 26 марта в домашнем матче 1-го тура против московского «Спартака», выйдя на 58-й минуте на замену Роману Концедалову (2:2). Во втором матче за «Спартак-Нальчик» против «Рубина» забил свой единственный мяч в России. 30 августа 2006 года был отзаявлен из клуба и вернулся в московский «Локомотив», за который был заявлен 31 августа, но уже 1 сентября был снова отзаявлен и вскоре отправился в чешский «Млада-Болеслав». В 2008 году перебрался в клуб «Хатта» из ОАЭ. С 2010 года выступает на родине, где играл за «Мотема Пембе», «ТП Мазембе» и «Дон Боско».

### В сборной
Нгасания Илонго с 2004 по 2014 год выступал за сборную ДР Конго, за которую провёл 27 матчей, отметившись 2 забитыми мячами. В составе команды защитник был участником Кубка африканских наций 2006 года.